# Pelleossa
Pelleossa è il quarto album in studio del rapper italiano Vacca, pubblicato il 24 maggio 2011 dalla Universal Music Group.

## Descrizione
Pelleossa è stato allegato all'omonimo libro nel quale il rapper narra la sua storia e che va al di fuori di una semplice biografia. Ha debuttato alla dodicesima posizione della Classifica FIMI Album.

## Tracce
1. Pelleossa – 4:40
2. Dal fango alla gloria – 3:30
3. We Gonna Make It (feat. Emis Killa) – 3:34
4. Spaventapassere (feat. Gansta Nano) – 4:40
5. Music Time – 3:45
6. Davvero oppure no (feat. Danti) – 4:51
7. Niente per sempre (feat. EnMiCasa) – 4:40
8. Easy Bredda (feat. Babaman) – 2:39
9. Patata bollente (feat. Nacho) – 3:00
10. Magnum mi seh (feat. Exo) – 2:53
11. Too Rude (feat. Rik Boy) – 3:10

## Classifiche
| Classifica (2011) | Posizione massima |
| ----------------- | ----------------- |
| Italia            | 12                |